# Língua megleno-romena

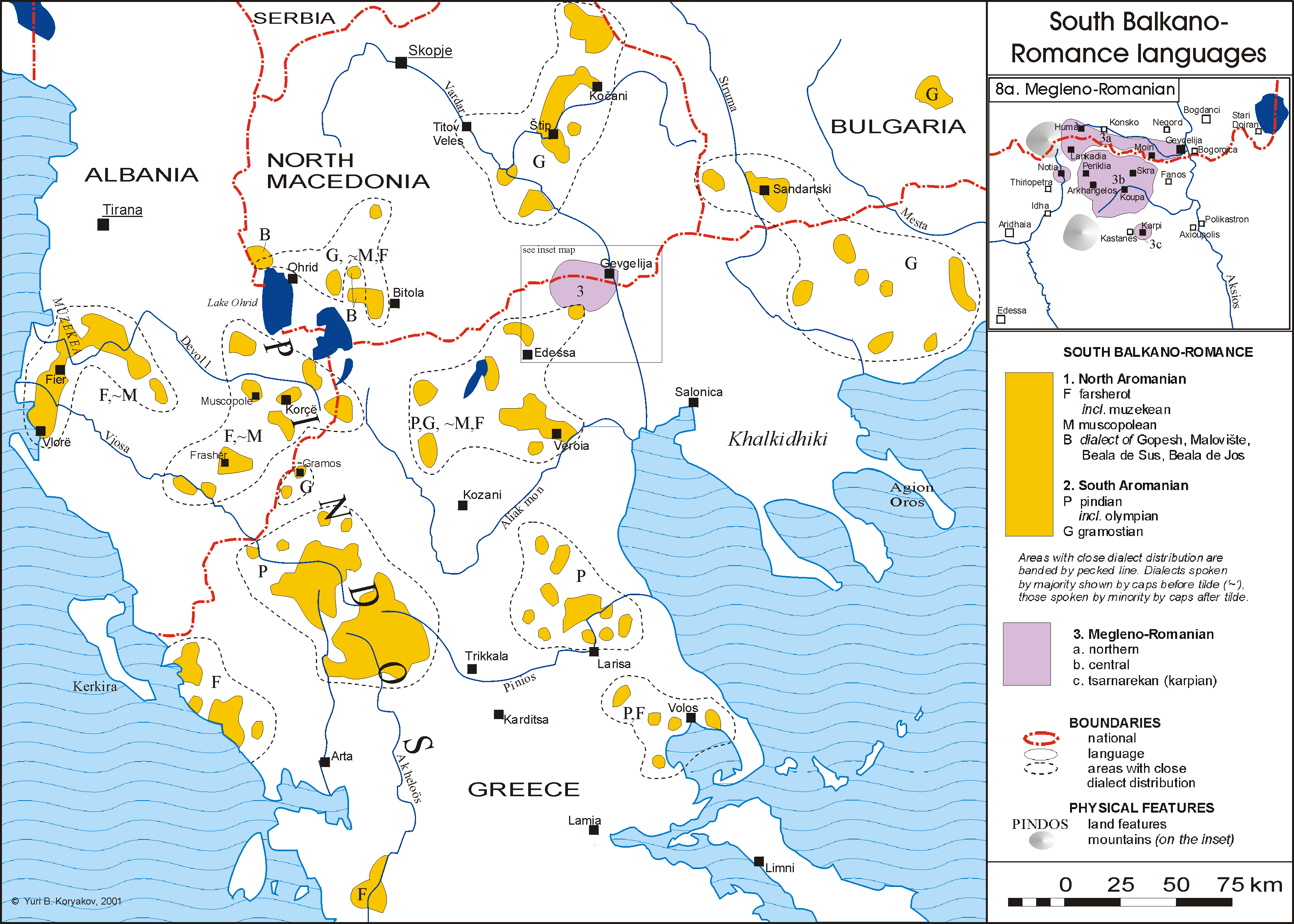
Extensão do megleno-romeno e arromaniano

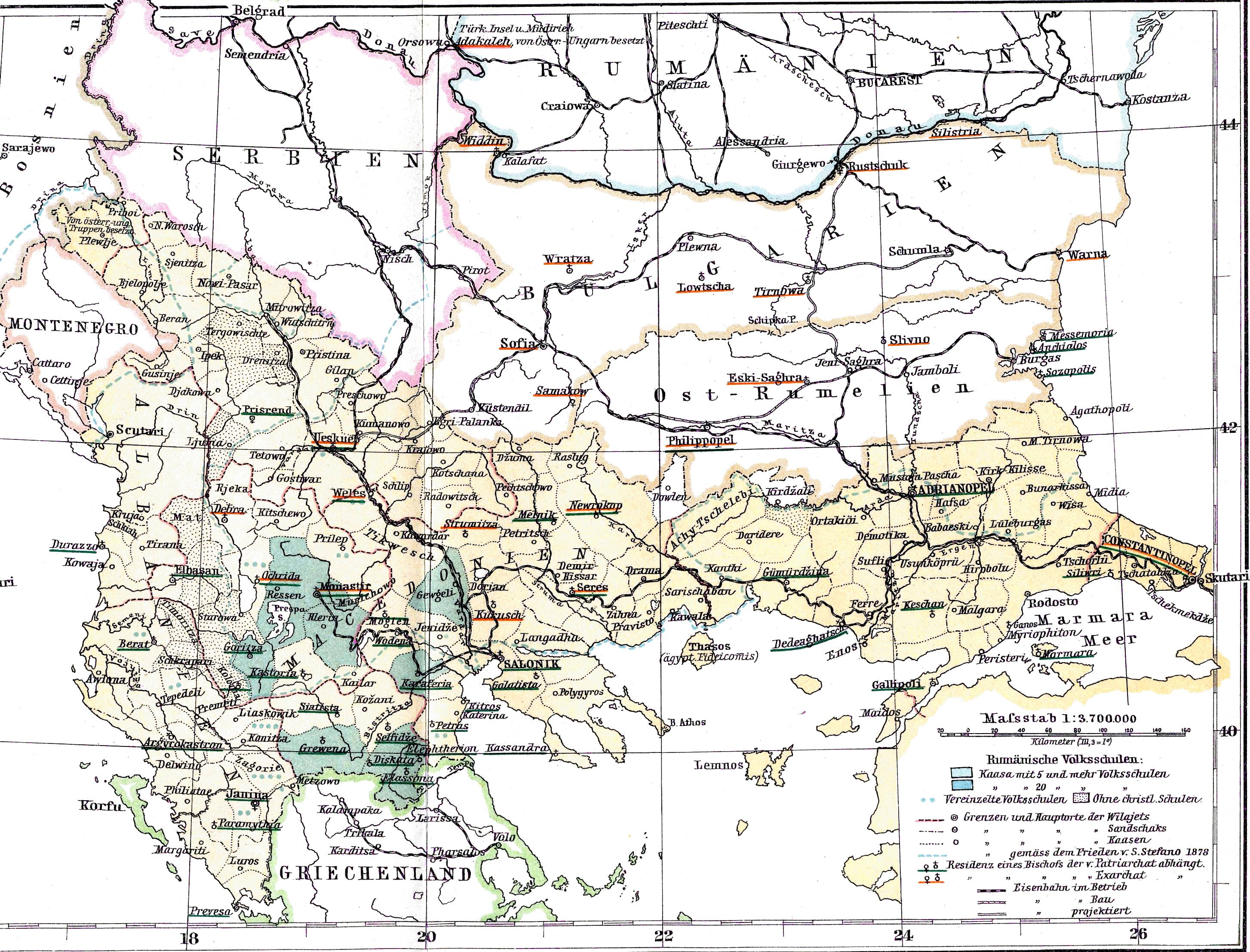
Escolas Romenas para arromanianos e meglenoromanos do Império Otomano(1886)

O megleno-romeno (conhecido como 'Vlăheşte' por falantes de 'megleno-romeno', e 'Moglenitic' ou 'Meglenitic' por linguistas) é uma língua românica, semelhante à língua arromena e ao romeno, ou um dialeto do romeno. É falado pelos megleno-romenos em algumas aldeias na região de Almopia (Moglena) que se estende da fronteira entre da região grega da  Macedónia e a Macedônia do Norte. É também falado por emigrantes destas aldeias e seus descendentes para a Romênia e por um pequeno grupo de muçulmanos na Turquia. É considerada uma língua ameaçada de extinção.

## Classificação
A língua Megleno-romena faz parte das línguas itálicas, pertencendo à família das línguas indo-europeias é mais precisamente uma língua românica do leste, idioma formado depois que o Império Romano se retirou do Sudeste da Europa. Alguns linguistas a consideram como intermediária entre o romeno e o arromeno, sendo muitas vezes considerada tanto um dialeto do romeno, ou um dialeto do arromeno, ou uma linguagem independente. É mais similar ao padrão romeno do que sa linguagem arromena,  sugerindo a mesma se separou do Proto-romeno, como ocorreu com o arromeno. O Megleno-romeno foi fortemente influenciado pelas vizinhas línguas eslavas meridionais.

## Nome
O termo "Megleno-romeno" tem sido usado pelos lingüistas que notaram a semelhança com a língua romena. Os Megleno-romenos se identificam como 'Vlahi' "(ver Etimologia de Vlach para mais informações sobre este termo).

## Origens
As origens do Megleno-romeno são supostas como algum lugar ao longo do vale do Vardar, no lado norte do Monte Paiko. Provavelmente surgiu a partir do grupo das línguas românicas orientais depois da língua arromena e antes do istro-romeno . Segundo a pesquisadora Maria Papageorgiou, a tradição oral da vila de Skra preserva elementos de várias tragédias antigas gregas que se perderem no original grego.

## Geografia
O Megleno-romeno é falado em várias aldeias da região de Pela (Macedônia) e em Kilkis, unidades regionais da Macedônia grega, bem como em várias aldeias da fronteira com a Macedônia do Norte. Em uma aldeia, Huma, a língua é falada pela maioria dos habitantes. Algumas pessoas de origem Megleno-romeno que vivem nas cidades de Gevgelija e Skopje preservaram a sua língua nativa. Depois de Primeira Guerra Mundial, alguns Megleno-romenos se mudaram para a Romênia, muitos se estabeleceram na aldeia de Cerna em Tulcea, onde cerca de 1.200 pessoas continuam a falar o Megleno-romeno. Em 1940, cerca de 30 famílias se mudaram de Cerna para Banato, região de Romênia, nas aldeias de Várias, Biled e Jimbolia. Alguns falantes foram identificados como muçulmanos foram transferidos para da Grécia para a Turquia como parte da como parte do troca de populações entre a Grécia e a Turquia  de 1920.

## História
O megleno-romeno ou meglesítico (meglenoromân), mas autodenominado vlaši é um dialeto do romeno (considerado como uma língua separada por certos língüistas), falado em alguns povoados da Grécia setentrional e por algumas pequenas comunidades dos Bálcãs.
Seu nome se deve ao distrito de Meglen, ao norte do golfo de Salônica, nas proximidades da cidade de Nanta . É também falada por grupos emigrados em Dobruja na Ásia Menor.

## Fonologia
O Megleno-romeno tem algumas características fonéticas exclusivas, não encontradas em outros idiomas românicos orientais 
1. Vogais longas vogais: a, e, i, o, u
2. A, A → o, uma: acampamento → comp (campo), MANC → MANC (I comer)
3. A átona a inicial desaparece: adaug → daug (eu adiciono), Afara → Fara (fora), ADUC → duc (eu trago)

## Vocabulário
Grande parte do vocabulário é de origem latina e grande parte de sua fonética e semântica é compartilhada com Arromeno e com o Romeno: (nb: MR = Megleno-romeno, DR = Daco-romeno, ou seja, romeno) 
- Basílica> MR bisearică, DR biserica (igreja, originalmente "basílica")
- Lumen> MR lumi, DR lume (mundo, originalmente "luz")
- Monumentum> murmint MR, DR Mormant (sepultura, originalmente "monumento")
- Strigis> MR strig, DR strig (eu grito, originalmente "coruja")
- Draco> MR drac, DR DRAC (diabo, originalmente "dragão")

O Megleno-romeno também apresenta algumas palavras que têm cognatos como  albanês. Estas palavras estão presentes também no Daco-romeno
- MR brad; DR brad; cf. Alb. bredh (abeto)
- MR monz; DR Manz; cf. Alb. MES (potro)
- Bucuros MR; Bucuros DR; (feliz) cf. Alb bukurë (bela)

Há também algumas palavras que são de origem eslava e que podem ser encontrados em todas as línguas românicas Orientais: 
- MR trup; DR trup (corpo); cf. Sl. trupŭ
- MR stăpon; DR stăpân (master); cf. Eslavo antigo. stopanŭ, stopanin búlgaro de hoje e stopan macedónio

Há uma série de palavras do grego medieval e grego moderno também encontradas no daco-romeno, do romeno e do arromeno, mais umas 80 palavras oriundas  da língua macedónia e do búlgaro e de outras línguas dos Balcãs. Antes da criação do Estado moderno da Grécia, o Megleno-romeno havia tomado emprestadas poucas palavras diretamente do grego. 
- Gr. prósfatos> MR proaspit; DR proaspăt (fresco)
- Gr. keramídi> MR chirămidă; DR cărămidă (tijolo)
- Gr. Lemoni> MR limona, via Bulg. limon (limão); cf. DR lămâie

A influência mais importante sobre Megleno-romeno foi aquela das línguas eslavas meridionas, sendo essa influência é mais profunda do que a exercida pelo grego no aromeno. O linguista Theodor Capidan argumentou que as palavras emprestadas mostram algumas características fonéticas do dialeto búlgaro falado em Rhodope. Há muitos casos em que as palavras básicas de origem latina que ainda podem ser encontrados em Daco-romeno e Aromanian foram substituídas por palavras eslavas. 
- Búlgaro (eslavo) drob> MR drob
- Neviasta Búlgaro> MR niveastă (noiva)
- Gora Búlgaro> MR Gora (floresta)

## Dados
Os valores relativos ao número de falantes se situava, a princípio, entre 12.000 e 26.000, mas uma recente revisão (Atanasov, 1989), fixou esse número em 5.000. Devido à atitude intolerante do estado grego em relação às minorias lingüísticas, até o ponto de negar a existência das mesmas, resulta impossível obter qualquer tipo de informação fidedigna.